# Hålträdssvampmal
Hålträdssvampmal (Triaxomasia caprimulgella) är en fjärilsart som beskrevs av Henry Tibbats Stainton 1851. Hålträdssvampmal ingår i släktet Triaxomasia och familjen äkta malar. Enligt den svenska rödlistan är arten starkt hotad i Sverige. Arten förekommer i Götaland, Gotland och Öland. Artens livsmiljö är skogslandskap, jordbrukslandskap, stadsmiljö. Inga underarter finns listade i Catalogue of Life.